# Russ Mitchell
Russell Lance Mitchell (* 15. Februar 1985 in Rome, Georgia) ist ein ehemaliger US-amerikanischer Profi-Baseballspieler der MLB. Er spielte während zwei Saisons für die Los Angeles Dodgers, von 2010 bis 2011. Seine Trikot-Nummern waren die 9 und die 46. Seine Spielfeldstammposition war die des Third Basemans, spielte jedoch alternativ auch auf der Firstbase-Position. Auch als Pinchhitter kam er öfters zum Einsatz.